# Nguyễn Vĩnh Nghi
Nguyễn Vĩnh Nghi  (1932 - ?) nguyên là một tướng lĩnh Bộ binh của Quân lực Việt Nam Cộng hòa, cấp bậc Trung tướng. Ông xuất thân từ những khóa đầu tiên tại trường Võ bị Quốc gia do Chính phủ Quốc gia Việt Nam mở ra ở miền Trung Việt Nam, sau chuyển về Nam Cao nguyên Trung phần. Ông đã tuần tự giữ những chức vụ theo hệ thống quân giai, bắt đầu từ Trung đội trưởng cho đến chỉ huy cấp Quân đoàn. Đầu tháng 4 năm 1975 ông là Tư lệnh phó kiêm Tư lệnh Bộ Tư lệnh Tiền phương Quân đoàn III và Quân khu 3, trách nhiệm phòng tuyến Phan Rang. Tuy nhiên, phòng tuyến nhanh chóng bị thất thủ, ông bị Quân Giải phóng Miền Nam Việt Nam bắt tại mặt trận và trở thành tướng lĩnh cao cấp nhất của Việt Nam Cộng hòa bị bắt làm tù binh trong Chiến tranh Việt Nam.

## Tiểu sử và Binh nghiệp
Ông sinh vào tháng 10 năm 1932 tại tỉnh Gia Định, miền Nam Việt Nam trong một gia đình khá giả. Ông học văn hóa tại các trường Tiểu học và Trung học tại Gia Định, cuối năm 1950, ông tốt nghiệp Trung học phổ thông với văn bằng Tú tài bán phần (Part I).

### Quân đội Quốc gia Việt Nam
Tháng 6 năm 1951, ông tình nguyện nhập ngũ vào Quân đội Quốc gia, mang số quân: 52/120.091. Theo học khoá 5 Hoàng Diệu tại trường Võ bị Liên quân Đà Lạt, khai giảng ngày 1 tháng 7 năm 1951. Ngày 24 tháng 4 năm 1952 mãn khóa tốt nghiệp với cấp bậc Thiếu úy hiện dịch. Ra trường. ông được phục vụ đơn vị Bộ binh, giữ chức Trung đội trưởng thuộc Tiểu đoàn Khinh quân Việt Nam. Tháng 8 năm 1953, ông được thăng cấp Trung úy, được cử lên làm Đại đội trưởng. Giữa năm 1954, ông được đặc cách thăng cấp Đại úy và được cử vào chức vụ Tiểu đoàn phó.

### Quân đội Việt Nam Cộng hòa
Đầu tháng 1 năm 1955, ông được thăng cấp Thiếu tá và được cử làm Tham mưu trưởng Sư đoàn 31 Bộ binh tân lập do Trung tá Nguyễn Hữu Có làm Tư lệnh. Cuối tháng 5, bàn giao chức vụ Tham mưu trưởng lại cho Trung tá Hoàng Văn Lạc ông được thuyên chuyển về Bộ Tổng Tham mưu giữ chức vụ Trưởng phòng Hành quân.

## Quân đội Việt Nam Cộng hòa
Cuối tháng 10 năm 1955, Thủ tướng Ngô Đình Diệm thực hiện cải danh Quân đội Quốc gia thành Quân đội Việt Nam Cộng hòa, ông chuyển biên chế sang phục vụ cơ cấu quân đội mới, tiếp tục giữ chức vụ cũ tại Bộ Tổng Tham mưu. Đầu năm 1960, ông được cử làm Chỉ huy phó (lần thứ nhất) trường Võ bị Quốc gia Đà Lạt. Đầu năm 1961 ông được cử đi du học lớp Tham mưu cao cấp (khóa 1961 - 1) thụ huấn 16 tuần tại Học viện Fort Leavenworth, Kansas, Hoa Kỳ. Tháng 5 cùng năm mãn khoá về nước tái nhiệm chức vụ cũ (lần thứ hai).
Năm 1963, sau cuộc đảo chính Tổng thống Ngô Đình Diệm ngày (1 tháng 11). Ngày 3 tháng 11. ông được thăng cấp Trung tá, Xử lý Thường vụ chức vụ Chỉ huy trưởng trường Võ bị Đà Lạt trong một thời gian ngắn thay cho Chỉ huy trưởng là Đại tá Trần Ngọc Huyến bị gọi về trình diện Hội đồng Quân nhân Cách mạng. Đầu tháng 1 năm 1964, khi Thiếu tướng Trần Tử Oai về nhậm chức Chỉ huy trưởng, ông trở lại chức vụ Chỉ huy phó (lần thứ ba) kiêm Tham mưu trưởng của trường. 
- Thời gian ông giữ chức Chỉ huy phó trường Võ bị lần thứ ba, trải qua các vị Tư lênh:
-Thiếu tướng Trần Tử Oai (1/1964-1/1964)
-Đại tá Trần Văn Trung (2/1964-9/1964)
-Đại tá Nguyễn Văn Kiểm[6] (6/1964-9/1965)
-Đại tá Lâm Quang Thơ (9/1965-11/1966)
-Đại tá Đỗ Ngọc Nhận[7] (11/1966-7/1968).

Ngày 16 tháng 3 năm 1968, ông chuyển ra đơn vị tác chiến được bổ nhiệm làm Tư lệnh Sư đoàn 21 Bộ binh thay thế Thiếu tướng Nguyễn Văn Minh.. Ngày Quân lực 19 tháng 6 cùng năm, ông được thăng cấp Chuẩn tướng tại nhiệm.
Đường binh nghiệp mở rộng khi tướng Nguyễn Văn Thiệu lên làm Tổng thống. Ngày 19 tháng 6 năm 1970, ông được thăng cấp Thiếu tướng tại nhiệm. Đầu tháng 5 năm 1972, bàn giao Sư đoàn 21 Bộ binh lại cho Chuẩn tướng Hồ Trung Hậu. Sau đó, ông được bổ nhiệm chức vụ Tư lệnh Quân đoàn IV & Quân khu 4 thay thế Trung tướng Ngô Quang Trưởng. Đầu tháng 3 năm 1974, ông được thăng cấp Trung tướng tại nhiệm.
Tuy nhiên, trong thời gian ở Quân đoàn IV, ông vướng nhiều các vụ tai tiếng tham nhũng, vì vậy tháng 11 năm 1974, ông buộc phải phải bàn giao chức vụ Tư lệnh Quân đoàn IV lại cho Thiếu tướng Nguyễn Khoa Nam, đổi đi nhậm chức Chỉ huy trưởng trường Bộ binh Thủ Đức.

## 1975

### Phòng tuyến Phan Rang thất thủ
Cuối tháng 3 năm 1975, khi thế trận của Quân lực Việt Nam Cộng hòa ở phía Bắc lãnh thổ đã hoàn toàn tan vỡ, các đại đơn vị của Quân đoàn I và Quân đoàn II bị tan rã, chỉ còn lại 2 tỉnh phía nam Duyên hải Trung phần là Ninh Thuận và Bình Thuận. Ngày 4 tháng 4 ông được lệnh bàn giao chức Chỉ huy trưởng trường Bộ binh Thủ Đức lại cho cấp phó là Đại tá Trần Đức Minh để đi nhận chức Tư lệnh phó Quân đoàn III kiêm Tư lệnh Bộ Tư lệnh Tiền phương Quân đoàn đặc trách phòng tuyến Phan Rang chia sẻ một phần trách nhiệm với Thiếu tướng Nguyễn Văn Hiếu trước đó 2 ngày đã kiêm nhiệm.
Với mục tiêu ngăn chặn đà tiến công của các lực lượng Cộng sản Bắc Việt. Ngay khi nhận chức, ông đã đặt Bộ Tư lệnh tại phi trường Thành Sơn, Phan Rang (căn cứ của Sư đoàn 6 Không quân di tản về từ Pleiku), cố gắng tổ chức các đơn vị trên địa bàn để chiến đấu. Ông xác định địa thế của Phan Rang có nhiều thuận lợi cho việc phòng thủ nên chủ trương chống giữ mặt Bắc và mặt Tây thị xã và phải giữ an toàn cho căn cứ Không quân cũng như an ninh cho Thị xã. Theo chủ trương này, ông xây dựng một kế hoạch phòng thủ Phan Rang với một lực lượng cỡ 2 Sư đoàn gồm:
- -Ở mặt Bắc, trên tuyến Quốc lộ 1, hình thành các cứ điểm trấn giữ các điểm cao tại đèo Du Long với một dải chiến tuyến hùng hậu tại Du Long cùng các tuyến phụ tại Ba Râu và Ba Tháp để ngăn chặn mọi cuộc tấn công hướng vào Thị xã hoặc vào căn cứ.
- -Ở mặt Tây, trên tuyến quốc lộ 11, án ngữ tại vùng Tân Mỹ, xây dựng một chiến tuyến để bảo vệ mặt tây và nam của sân bay.

Việc bảo đảm an ninh cho Thị xã và sân bay do các đơn vị chính quy phối hợp với quân địa phương phụ trách...
Tuy nhiên, trên thực tế, với lực lượng phòng thủ tại chỗ chỉ còn lại những đơn vị chắp vá và mất tinh thần, lực lượng tăng viện chỉ gồm 1 Lữ đoàn dù (Lữ đoàn 2), phòng tuyến Phan Rang hoàn toàn không đủ sức phòng thủ. Ngay cả nhiệm vụ bảo vệ căn cứ cũng gần như không thể thực hiện như theo lời Chuẩn tướng Phạm Ngọc Sang, Tư lệnh Sư đoàn 6 không quân, thuật lại: "Căn cứ tôi bây giờ rất trống trải, vì một số lớn quân nhân địa phương canh gác ngoài vành đai đã bỏ nhiệm vụ... Ngoài Thị xã, Tỉnh trưởng đã rời nhiệm sở, dân chúng thì ngơ ngác phân vân. Trên quốc lộ 1 hướng về Sài Gòn, từng đoàn xe dân sự và quân sự chật ních người rầm rộ tiếp nối nhau di tản. Tệ hại hơn nữa là Đà Lạt cũng bỏ chạy...". Các đơn vị chủ lực hầu như mất hết sức chiến đấu với "Liên đoàn 31 Biệt động quân vừa rút khỏi Chơn Thành sau nhiều ngày tác chiến gian khổ với nhiều tổn thất, chưa kịp nghỉ dưỡng quân thì được tung ra tuyến đầu với quân số thiếu thốn trầm trọng. Sư đoàn 2 Bộ binh vừa tháo chạy từ Quảng Ngãi vừa tập trung tại Bình Tuy và đang được bổ sung quân số thì cũng được ra lệnh phải ra Phan Rang trong khi cả đơn vị còn hoang mang, dao động vì chưa kịp bổ sung thiết bị".
Chuyện gì đến sẽ phải đến. Sau nhiều đợt tấn công trong đêm, vào lúc 7 giờ sáng ngày 16 tháng 4 năm 1975, các đơn vị đi đầu của Quân đội Nhân dân Việt Nam/Quân Giải phóng miền Nam Việt Nam bắt đầu tấn công trong Thị xã. Đến 9 giờ sáng, căn cứ phi trường Thành Sơn bị tấn công.
"Đến khoảng 10g, khi tiếng súng càng lúc càng dồn dập, tướng Nghi liền họp cùng Chuẩn tướng Nhựt, Đại tá Lương và tôi để duyệt xét tình hình. Khoảng đến 10g30 sáng, khi các toán Cộng quân sắp tiến vào Bộ Tư lệnh tiền phương thì Trung tướng Nghi mới ra lệnh rời căn cứ bằng đường bộ... Lúc 9g tối, dưới sự hướng dẫn của Đại tá Lương, đoàn người bắt đầu rời thôn Mỹ Đức. Chưa đi được bao xa thì bị phục kích. Trung tướng Nghi, ông Lewis và tôi cùng một số quân nhân bị Cộng quân bắt".

### Đoạn cuối con đường
Sau khi ông và chuẩn tướng Phạm Ngọc Sang, Tư lệnh Sư đoàn Không quân 6 bị bắt, cả hai ông nhanh chóng được đưa ra Hà Nội để khai thác. Ông được cho là đã cung cấp nhiều thông tin có giá trị về hệ thống phòng thủ Sài Gòn. Sau đó, ông bị chính quyền mới đưa đi cải tạo ở Suối Dầu, Khánh Hòa, rồi đưa ra cải tạo ở Đà Nẵng, cuối cùng bị đưa ra cải tạo  ở Sơn Tây cho tới năm 1988 mới được trả tự do. Năm 1992 ông xuất cảnh theo diện H.O do Chính phủ Mỹ bảo lãnh sang định cư tại Hoa Kỳ.

## Gia đình
- Phu nhân: Bà Kim Tuyết (con gái của cụ Tô Thị Thân, nguyên Hội trưởng Hội phụ nữ VNCH, nguyên Chủ nhiệm kiêm chủ bút báo Sài Gòn mới, Tòa soạn ở số 39 đường Phạm Ngũ Lão, Sài Gòn)